# 鈴木楽
鈴木 楽（すずき たの、2013年〈平成25年〉6月28日 - ）は、日本の子役、YouTuber。東京都出身。ATプロダクション所属。兄は鈴木福、姉は鈴木夢、妹は鈴木誉。

## 出演

### テレビドラマ
- 大河ドラマ
  - 花燃ゆ（2015年、NHK） - 小太郎（幼少期）役
  - おんな城主 直虎（2017年、NHK） - 虎松（幼少期）役
- デザイナーベイビー 第7話（2015年11月3日、NHK総合）
- 時をかける少女 最終話（2016年8月6日、日本テレビ） - 圭太（幼少期） 役
- ラブラブエイリアン 第7話（2016年8月25日、フジテレビ） - ゆーくん 役
- 盲目のヨシノリ先生〜光を失って心が見えた〜（2016年8月27日、日本テレビ） - 啓介（幼少期）役
- 駐在刑事4（2016年12月14日、テレビ東京） - 大和田太郎 役
- 母になる 第1話（2017年4月12日、日本テレビ）
- フランケンシュタインの恋 第2話（2017年4月30日、日本テレビ）
- 俺のスカート、どこ行った? 第3話（2019年5月4日、日本テレビ） - 光岡君太 役
- ハコヅメ〜たたかう！交番女子〜 第1話（2021年7月7日、日本テレビ）[2]
- 持続可能な恋ですか?〜父と娘の結婚行進曲〜（2022年4月19日 - 6月21日、TBS） - 東村虹朗 役[3]
- unknown 第1話（2023年4月18日、テレビ朝日） - 兄妹の兄 役 ※妹・誉と共演
- 家族だから愛したんじゃなくて、愛したのが家族だった 第1・4話（2023年5月14日・6月4日、NHK BSプレミアム・NHK BS4K） - 藤原新太 役
- 厨房のありす 第8話（2024年3月10日、日本テレビ） - 同級生 役
- ホットスポット 第8話（2025年3月2日、日本テレビ） - 井上誠 役

### 映画
- 海辺の週刊大衆（2018年4月14日） - 弟（幼少期） 役 ※兄・福と共演
- 劇場版 仮面ライダーリバイス（2021年） - 男の子 役

### 舞台
- そのいのち（2024年11月9日 - 28日、世田谷パブリックシアター / 11月22日 - 24日、兵庫県立芸術文化センター 阪急中ホール / 11月28日、東京エレクトロンホール宮城）[4]

### テレビ番組
- いないいないばあっ!（Eテレ、2015年上半期レギュラー）
- すくすくぽん!スペシャル 鈴木福くん3兄弟!いのちの楽園滞在記（2016年9月24日、東海テレビ） ※兄姉・福、夢とともに出演
- 天才!志村どうぶつ園 今話題の動物にみんなが会いに行くSP（2017年8月12日、日本テレビ） ※兄妹4人での出演
- ヒルナンデス（2019年3月 - 2022年3月、日本テレビ） - 不定期。「鈴木福くん＆楽くんの二人旅」ほか
- 家事ヤロウ!!!（2022年6月21日 - 、テレビ朝日） - 不定期。コーナー「福ワザ」 ※兄妹4人での出演
- 明日をまもるナビ「チャレンジ!BOSAIアクション」（2022年7月24日・10月9日・2023年3月5日・7月23日、NHK） - BOSAIキッズ団 ※姉・夢とともに出演
- キャンプ家族の大作戦!那須高原で夏キャン!ドゥビドゥバー（2022年8月7日、テレビ東京） - たの 役
- クイズ!あなたは小学5年生より賢いの?（2024年4月12日 - 、日本テレビ） - 助っ人小学生

### テレビアニメ
- ペッパピッグ@きんてれ（2017年10月10日 - 2019年9月24日、テレビ東京「きんだーてれび」） - ジョージピッグ 役

### CM
- イトーヨーカドー「2020ランドセル てぶラクダ篇」（2019年4月 - 2020年）
- JR東日本「踏切事故防止」（2019年9月 - 2020年）
- ヤマサ醤油『肉鍋つゆ』「肉鍋パーティー」篇（2019年10月 - 2020年） - 息子 役
- 東京都「家庭内感染防止 福くんきょうだい編」（2020年9月 - 2021年）※兄妹4人での出演
- サントリー『伊右衛門』「茶論調査」（2021年2月） - WebCM ※兄妹4人での出演
- ecostore「＋safer for あなたが守りたい“たいせつ”はなんですか？」編（2022年4月28日） - WebCM ※兄妹4人での出演
- P&G『ファブリーズ布用』「ファブリーズでこんなことも!スギちゃん家のカーペット篇」(2023年7月 - ）※妹・誉と共演

### ミュージックビデオ
- オメでたい頭でなにより「マル・マル・モリ・モリ！」（2022年4月2日）※妹・誉とともに出演[5]

## YouTube
- すずき家の日常〜ゆたほちゃんねる〜（2021年9月15日 - ） - 姉の鈴木夢、妹の誉と3人で開設、配信している